# Арбунич Кастро, Джованна
Джованна Брунильда Арбунич Кастро (исп. Giovanna Brunilda Arbunic Castro; род. 1 июля 1964, Пунта-Аренас) — чилийская шахматистка, международный мастер среди женщин (1982).
Серебряный призёр 2-го чемпионата мира среди девушек (1983) в г. Мехико. По итогам турнира набрала одинаковое количество очков с Ф. С. Хасановой, однако уступила последней по коэффициенту Бергера и заняла в итоге 2-е место.
В составе сборной Чили участница 40-й Олимпиады (2012) в Стамбуле (играла на 1-й доске).

## Изменения рейтинга
| Графики недоступны из-за технических проблем. См. информацию на Фабрикаторе и на mediawiki.org. |